# Lieler
Lieler (luxemburgisch Léilerⓘ) ist ein Ortsteil von Clerf, Kanton Clerf, im Großherzogtum Luxemburg.

## Lage
Lieler liegt südwestlich des Dreiländerecks Belgien, Deutschland, Luxemburg. Der Ort befindet sich im Nordosten des Gemeindegebietes. Nachbarorte sind Lausdorn im Westen, Weiswampach im Nordwesten und Ouren (Belgien) im Nordosten.

## Allgemeines
Lieler ist ein ländlich geprägtes Dorf. Der Ortsname hat sich über die Jahrhunderte in seiner Schreibweise deutlich verändert: 1535 Lelour; 1541, 1567, 1616 Lelar oder Lelair; 1551 Leilar; 1588 Leler; 1605 Lellar; 1621 Liler; 1631, 1664 Leller; 1656 Lehller; 1736, 1751 Lehler; 1755 Lieller; 1767, 1788 Lieler.
Sehenswert ist das Europamonument sowie die Heilig-Kreuz-Kirche. Ältester Teil der Kirche ist der Chorturm aus dem 14. Jahrhundert. Das Kirchenschiff wurde zwischen 1849 und 1850 errichtet.